# 李躍輝
李躍輝，是前沙田區議會禾輋區議員，後來參加2009年沙田區議會大圍選區補選落敗，並被控賄選罪成，於2011年4月18日被判囚21個月，之後律政司司長向上訴庭申請覆核刑期，被加刑至33個月，以致他需要在服畢原有刑期後再次入獄。

## 生平
李躍輝是一位醫生，九二年畢業於香港中文大學，於美林商場開設診所。前香港自由黨成員。

## 專業行為失當
李躍輝被投訴於2004年發出兩份內容失實或有誤導成分的醫生證明書，指一名中風後出現認知障礙的年老女病人精神狀態良好，與事實不符，女病人的女兒並發現，姪女在母親320萬元的銀行戶口中加入名字，令姪女能動用母親資產。醫務委員會於2010年1月27日裁定李躍輝專業行為失當，認為他未有盡力履行註冊醫生責任，漠視公眾信任，重判除牌一年。

## 從政路
李躍輝涉嫌透過美林街坊商戶及職工福利會，選前在美林商場某酒樓十多次聯歡晚宴，優惠款待選民，又在補選日舉辦本地旅遊，到鯉魚門食海鮮及迪士尼樂園，之後到票站投票，涉及開支數10萬港元，超出選舉開支上限4萬8千元。案件於2016年改編成電視劇廉政行動2016之第1集——擺明益邨民賄選案。

## 外部參考
- 明報: 李躍輝：賄選為服務社會 （页面存档备份，存于）
- 李躍輝蔣世昌被控賄選（页面存档备份，存于）